# Niwka (województwo małopolskie)
Niwka – wieś w Polsce położona w województwie małopolskim, w powiecie tarnowskim, w gminie Radłów.
W latach 1975–1998 miejscowość należała administracyjnie do województwa tarnowskiego.
Przez wieś przebiega droga wojewódzka nr 975.
W okolicy cmentarza wojennego znajduje się zbiornik wodny Niwka.

## Zabytki
Obiekt wpisany do rejestru zabytków nieruchomych województwa małopolskiego.
- Cmentarz wojenny z I wojny światowej.

## Osoby związane z miejscowością
- Władysław Godzik – podporucznik Wojska Polskiego, cichociemny, kawaler Orderu Virtuti Militari
- Wacław Urban – polski historyk, profesor nauk humanistycznych